# یوسیپ گاشپار
یوسیپ گاشپار (کرواتی: Josip Gašpar؛ زادهٔ ۱۵ مارس ۱۹۷۳) بازیکن فوتبال اهل کرواسی بود.
از باشگاه‌هایی که در آن بازی کرده‌است می‌توان به باشگاه فوتبال اوسیک و باشگاه فوتبال دینامو زاگرب اشاره کرد.
وی همچنین در تیم ملی فوتبال کرواسی بازی کرده‌است.